# Justinus-Kerner-Gymnasium Heilbronn
Das Justinus-Kerner-Gymnasium Heilbronn (JKG) ist ein Gymnasium in Sontheim, einem Stadtteil im Süden von Heilbronn.

## Geschichte
Das nach Justinus Kerner  benannte Gymnasium wurde im April 1955 durch die Ausgliederung von 11 Klassen mit mehr als 400 Schülern aus dem Robert-Mayer-Gymnasium Heilbronn gegründet. Es war zunächst ein Knabengymnasium.
Bereits im Jahr 1959 fanden die ersten Abiturprüfungen statt. 25 Schüler verließen das Gymnasium mit Abitur. Das Gymnasium war zunächst mit in den Räumen des Robert-Mayer-Gymnasiums Heilbronn untergebracht. 1964 beschloss die Stadt Heilbronn den Neubau eines Gymnasiums in Sontheim; 1967 erfolgte der Spatenstich. Im Oktober 1968 zog die Schule von der Bismarckstraße in das neue Gebäude um. Mit dem Umzug stand das Justinus-Kerner-Gymnasium Heilbronn als koedukatives Gymnasium auch Mädchen offen und entlastete damit das Elly-Heuss-Knapp-Gymnasium.

## Bekannte Schüler
- Fritz Aldinger (* 1941), Materialwissenschaftler (Abitur)
- Karl-Heinz Losch (1942–2012), Rollkunstläufer (Abitur 1962)
- Michael Herbricht (* 1947), Politiker
- Thomas Roth (* 1951), Journalist (Abitur)
- Friedlinde Gurr-Hirsch (* 1954), Politikerin (Abitur)
- Elisabeth Kalko (1962–2011), Biologin (Abitur)
- Susanne Bay (* 1965), Politikerin (Abitur 1984)
- Alexander Throm (* 1968), Politiker